# Liste der denkmalgeschützten Objekte in Pennewang
Die Liste der denkmalgeschützten Objekte in Pennewang enthält die 5 denkmalgeschützten, unbeweglichen Objekte der Gemeinde Pennewang in Oberösterreich (Bezirk Wels-Land).

## Denkmäler
| Foto |                 | Denkmal                                                                             | Standort                              | Beschreibung | Metadaten |
| ---- | --------------- | ----------------------------------------------------------------------------------- | ------------------------------------- | --- | --- |
| ja   | Datei hochladen | Meierhof mit Hauskapelle HERIS-ID: 81282 Objekt-ID: 95049                           | Breitenau 1 Standort KG: Breitenau    | Der Gutshof des Stifts St. Peter sowie die Kapelle lassen nichts von ihrem alten Bestand erkennen. Die Kapelle beherbergt eine hochgotische, teilweise barock überarbeitete und neu gefasste Figur der Mutter Gottes mit dem Jesukind. | BDA-Hist.: Q2240384 Status: § 2a Stand der BDA-Liste: 2025-06-30 Name: Meierhof mit Hauskapelle GstNr.: 380/1 Schloss Breitenau             |
| ja   | Datei hochladen | Gutshof, Grazengut HERIS-ID: 81286 Objekt-ID: 95053                                 | Breitenau 2 Standort KG: Breitenau    | Das Grazengut stand im 18. Jh. unter der Herrschaft Breitenau und wurde 1929 mit ca. 13 ha von dieser dazugekauft. | BDA-Hist.: Q38175473 Status: § 2a Stand der BDA-Liste: 2025-06-30 Name: Gutshof, Grazengut GstNr.: 399                                      |
| ja   | Datei hochladen | Pfarrhofkapelle Zur seligen Jungfrau von Altötting HERIS-ID: 52108 Objekt-ID: 58297 | Felling 1 Standort KG: Felling        | Die aus dem Jahre 1725 stammende Kapelle wurde im Stil des Rokoko erbaut und ist der Mutter Gottes von Altötting geweiht. Nach einem Brand 1834 wurde die Kapelle wieder aufgebaut und im Laufe der Jahre mehrmals renoviert.          | BDA-Hist.: Q38049232 Status: Bescheid Stand der BDA-Liste: 2025-06-30 Name: Pfarrhofkapelle Zur seligen Jungfrau von Altötting GstNr.: .53  |
| ja   | Datei hochladen | Ehem. Pfarrhof HERIS-ID: 57887 Objekt-ID: 68225                                     | Felling 1 Standort KG: Felling        | Der ursprüngliche Holzbau wurde der Pfarrgemeinde aus einer Erbschaft geschenkt. 1747 entstand daraus ein Ziegelbau, der bis zum Verkauf 1935 als Pfarrhof diente.                                                                     | BDA-Hist.: Q38079221 Status: Bescheid Stand der BDA-Liste: 2025-06-30 Name: Ehem. Pfarrhof GstNr.: .52                                      |
| ja   | Datei hochladen | Kath. Pfarrkirche hl. Bartholomäus und Friedhof HERIS-ID: 52470 Objekt-ID: 59325    | Pennewang 2, bei Standort KG: Krexham | Die kleine, spätgotische Kirche mit zweischiffigem Langhaus und oktogonalem Chor besitzt einen westseitigen Dachreiter und ist vom Ortsfriedhof umgeben.                                                                               | BDA-Hist.: Q26161231 Status: § 2a Stand der BDA-Liste: 2025-06-30 Name: Kath. Pfarrkirche hl. Bartholomäus und Friedhof GstNr.: .57/1, 1002 |